# Virginia Slims of Houston 1985
Virginia Slims of Houston 1985 — жіночий тенісний турнір, що проходив на відкритих кортах з ґрунтовим покриттям у Шуґар-Ленді, Х'юстон (США). Належав до турнірів 3-ї категорії в рамках Світової чемпіонської серії Вірджинії Слімс 1985. Відбувсь уп'ятнадцяте і тривав з 28 квітня до 5 травня 1985 року. Перша сіяна Мартіна Навратілова здобула титул в одиночному розряді.

## Фінальна частина

### Одиночний розряд
Мартіна Навратілова —  Еліз Берджін 6–4, 6–1
- Для Навратілової це був 6-й титул в одиночному розряді за сезон і 105-й — за кар'єру.

### Парний розряд
Еліз Берджін /  Мартіна Навратілова —  Мануела Малеєва /  Гелена Сукова 6–1, 3–6, 6–3